# Aeroportul Læsø
Aeroportul Læsø (IATA: BYR, ICAO: EKLS) este un aeroport din Comuna Læsø, Regiunea Nordjylland, Danemarca ce deservește zona Læsø⁠(d). A fost numit după zona deservită.
Situat la o altitudine de 8 m, aeroportul dispune de 1 pistă și ocupă o suprafață de 290.000 m².

## Infrastructură

### Piste
Aeroportul dispune de o singură pistă. Pista 06/24 are suprafața de asfalt și dimensiunile 928 m × 23 m. 